# Centropyge multicolor
Centropyge multicolor är en fiskart som beskrevs av Randall och Wass, 1974. Centropyge multicolor ingår i släktet Centropyge och familjen Pomacanthidae. IUCN kategoriserar arten globalt som livskraftig. Inga underarter finns listade i Catalogue of Life.